# Roman Wladimirowitsch Ljudutschin
Roman Wladimirowitsch Ljudutschin (russisch Роман Владимирович Людучин; * 4. Mai 1988 in Pensa, Russische SFSR) ist ein russischer Eishockeyspieler.

## Karriere
Roman Ljudutschin begann seine Karriere als Eishockeyspieler in seiner Heimatstadt in der Nachwuchsabteilung von Disel Pensa, für dessen Profimannschaft er von 2005 bis 2008 in der Wysschaja Liga, der zweiten russischen Spielklasse, aktiv war. Anschließend wechselte der Angreifer zur Saison 2008/09 zum HK Spartak Moskau aus der neu gegründeten Kontinentalen Hockey-Liga, für den er bis 2012 spielte. Dabei absolvierte er über 190 KHL-Partien, in denen er 47 Tore erzielte und weitere 46 vorbereitete.
Im Mai 2012 wurde Ljudutschin von Lokomotive Jaroslawl unter Vertrag genommen, wechselte aber im Januar 2013 zu Neftechimik Nischnekamsk. Für Neftechimik spielte er ein Jahr lang, ehe er im Januar 2014 von Torpedo Nischni Nowgorod unter Vertrag genommen wurde. Bei Torpedo blieb er bis zum Ende der Saison 2013/14 und wurde anschließend vom neu gegründeten HK Sotschi unter Vertrag genommen.

## Karrierestatistik
(Legende zur Spielerstatistik: Sp oder GP = absolvierte Spiele; T oder G = erzielte Tore; V oder A = erzielte Assists; Pkt oder Pts = erzielte Scorerpunkte; SM oder PIM = erhaltene Strafminuten; +/− = Plus/Minus-Bilanz; PP = erzielte Überzahltore; SH = erzielte Unterzahltore; GW = erzielte Siegtore; 1 Play-downs/Relegation; Kursiv: Statistik nicht vollständig)